# Підлісненська сільська рада (Новоодеський район)
Підлі́сненська сільська́ ра́да — колишній орган місцевого самоврядування в Новоодеському районі Миколаївської області. Адміністративний центр — село Підлісне.

## Загальні відомості
- Населення ради: 1 207 осіб (станом на 2001 рік)

## Населені пункти
Сільській раді підпорядковані населені пункти:
- с. Підлісне
- с. Новомиколаївка
- с. Новопавлівка

## Склад ради
Рада складається з 16 депутатів та голови.
- Голова ради: Галів Василь Михайлович
- Секретар ради: Кисіль Тетяна Григорівна

### Керівний склад попередніх скликань
| Прізвище, ім'я, по батькові | Основні відомості                                                         | Дата обрання | Дата звільнення |
| --------------------------- | ------------------------------------------------------------------------- | ------------ | --------------- |
| Цешнатій Анатолій Іванович  | Сільський голова, 1950 року народження, член Комуністичної партії України | 26.03.2006   | 31.10.2010      |
| Галів Василь Михайлович     | Сільський голова, 1961 року народження, освіта вища, безпартійний         | 31.10.2010   |                 |

Примітка: таблиця складена за даними сайту Верховної Ради України

## Населення
Згідно з переписом УРСР 1989 року чисельність наявного населення сільської ради становила 1217 осіб, з яких 560 чоловіків та 657 жінок.
За переписом населення України 2001 року в сільській раді мешкало 1206 осіб.

### Мова
Розподіл населення за рідною мовою за даними перепису 2001 року:
| Мова       | Відсоток |
| ---------- | -------- |
| українська | 86,83 %  |
| російська  | 7,46 %   |
| молдовська | 4,06 %   |
| білоруська | 0,66 %   |
| вірменська | 0,58 %   |
| болгарська | 0,08 %   |
| інші       | 0,33 %   |